# Pierre Ricaud de Tirregaille
Pierre Ricaud de Tirregaille (* etwa 1725; † nach 1772) war ein französischer Architekt und Ingenieur, der vor allem in Polen wirkte. Neben seinem architektonischen Schaffen ist er besonders für die Anfertigung von Karten und Gebäudezeichnungen bekannt.

## Leben und Werk
Tirregaille kam im Jahr 1752 nach Polen. Hier war er als ziviler Architekt und Vermessungsingenieur wie als Armeeingenieur und Kapitän eines Infanterieregiments, ab 1762 im Range eines Oberstleutnants bei den polnischen Streitkräften tätig. Er blieb bis 1772 in Polen. 
Sein Baustil basierte auf dem französischen Klassizismus, den er mit Elementen des Rokokos anreicherte. Für die Familie Potocki errichtete er von 1757 bis 1760 eine Residenz in Krystynopol (heute Tscherwonohrad). Im Jahr 1762 verantwortete er den Umbau des Warschauer Mniszech-Palastes. Neben vielen anderen Architekten wie Jan Zygmunt Deybel und Giacomo Fontana war er auch am Bau der Palast- und Parkanlage der Familie Branicki in Białystok beteiligt.
In den Jahren 1758 und 1759 arbeitete Tirregaille im Auftrag der von König August III gegründeten Pflasterkommission. Der Vorsitzende dieser Kommission, der Kron-Marschall Franciszek Bieliński, beauftragte 1762 Tirregaille, einen genauen Plan der Stadt Warschau anzufertigen. Der Ingenieur legte noch im selben Jahr diesen ersten Stadtplan Warschaus, dem eine Vermessung zugrunde lag, vor. Der Plan bestand aus 18 Teilen im Maßstab 1:1000. Die Bordüre dieses später oft kopierten Stadtplanes zierten Zeichnungen von zahlreichen Palästen der Stadt, so des Primas-Palastes, des Symonowicz-Palastes, des Palastes der Bischöfe von Krakau und des Radziwiłł-Palastes. Die zeitgenössischen Gebäudedarstellungen waren für den Wiederaufbau der Paläste nach dem Zweiten Weltkrieg eine wertvolle Quelle.
Aber auch Tirregailles detaillierte Zeichnungen anderer Objekte waren später hilfreich. So wurde die Rekonstruktion eines Greifen auf dem Eingangstor zum Palastpark in Białystok erst nach dem Auffinden von seinen Zeichnungen in Paris im Jahr 1994 möglich.

## Zeichnungen Tirregailles

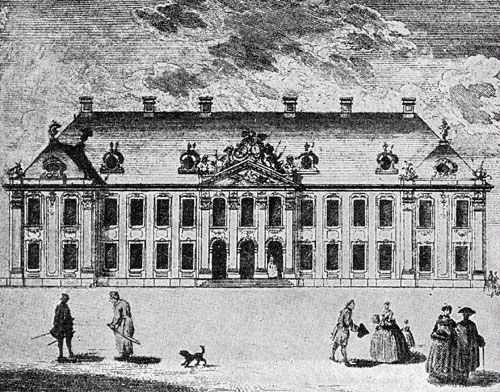
Potocki-Palast, Warschau
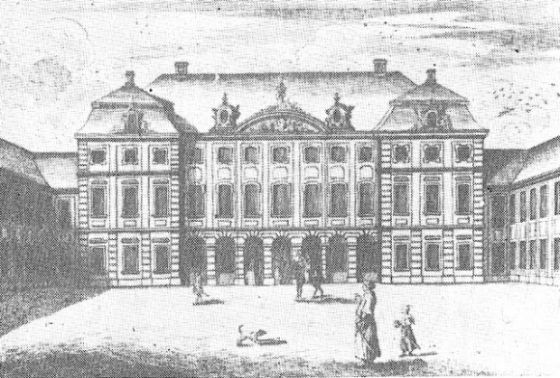
Radziwiłł-Palast, Warschau
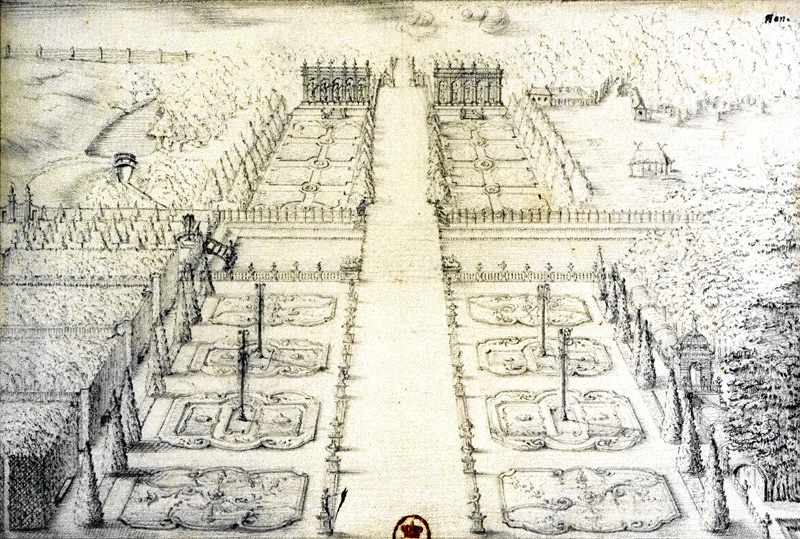
Branicki-Palastgarten, Białystok
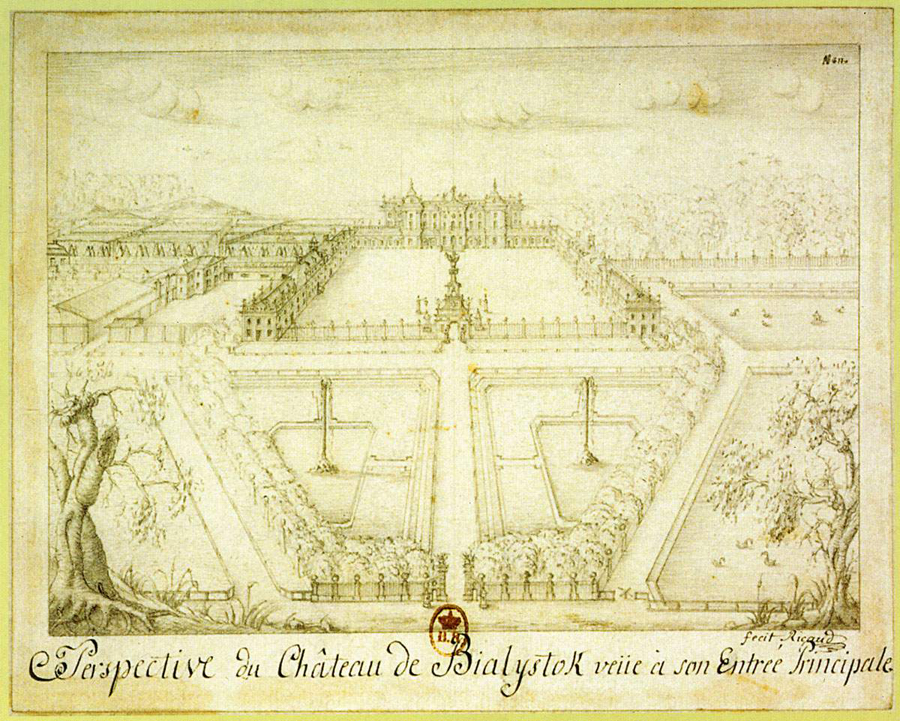
Branicki-Palast, Białystok